# Созависимость
Созависимость в социологии и психологии — это теория, описывающая неблагополучные отношения, в которых один из партнёров своим поведением способствует саморазрушительному поведению другого человека, например:
- развитие и обострение аддикций любого вида (в т.ч. алкоголизм, наркомания, игромания, фанатизм, трудоголизм, любовная зависимость и др.);
- развитие и обострение расстройств личности и психологических проблем;
- развитие и обострение незрелого и детского поведения;
- снижение ответственности (личной и социальной);
- снижение успеха в обществе.

Общепризнанного определения созависимости пока не сложилось. Обычно при определении созависимости подчёркивается сосредоточенность на потребностях других в ущерб своим, самопожертвование, подавление собственных эмоций, попытки контролировать или решать проблемы других людей. Созависимость предполагает как зависимость чувств, мыслей и поведения от объекта созависимости, так и стремление контролировать другого человека. Для созависимых людей характерна низкая самооценка, однако до сих пор не установлено, является ли низкая самооценка причиной или следствием созависимости. Созависимость не ограничивается супружескими, партнёрскими или романтическими отношениями, поскольку коллеги, друзья и члены семьи также могут быть созависимыми.

## История
Вероятнее всего, понятие "созависимость" возникло на основе термина "соалкоголизм" в конце 1970-х годов, когда алкоголизм был объединён с зависимостями от других веществ в понятие "химическая зависимость". Понятие "созависимость" изначально ассоциировалось с Обществом анонимных алкоголиков, которое в своей практике уделяло внимание не только самими алкоголикам, но и их друзьям и родственникам. Таким образом, под "созависимыми" изначально понимались друзья и родственники человека с химической зависимостью, которые из-за чрезмерной опеки (overhelping) снижали эффективность лечения этой химической зависимости.
В 1986 году американский психиатр Тиммен Л. Сермак опубликовал книгу "Диагностика и лечение созависимости: настольная книга для специалистов". В этой книге, а также в своей статье для научного журнала Journal of Psychoactive Drugs, Сермак безуспешно пытался добиться признания созависимости отдельным расстройством личности. Одним из его аргументов был тот факт, что созависимость не ограничивается родственниками людей с химическими зависимостями; ей страдают родственники людей с любыми другими психическими расстройствами.
Популяризовала термин "созависимость" американская писательница Мелоди Битти благодаря своей книге "Больше не созависима" (1986), которая стала бестселлером c тиражом 8 млн экземпляров. В книге она описала свой личный опыт ухода за больными, злоупотребляющими психоактивными веществами, а также включила в книгу интервью с другими людьми с похожим опытом. Работа Битти легла в основу "двенадцати шагов" Общества анонимных созависимых, хотя Общество не использует какого-либо определения или диагностических критериев созависимости.
Созависимость перестала считаться проблемой, специфичной для семей с химическими зависимостями и неблагополучных семей, с выходом в 1990-х годах ряда эмпирических научных работ на тему созависимости. Прикладные исследования показали, что созависимость является общей проблемой для самых разнообразных семей, а не специфичной чертой семей с проблемами в злоупотреблении психоактивными веществами и/или домашним насилием. Развитие эмпирических исследований созависимости также позволило опровергнуть существовавшую до этого гипотезу о том, что женщины более подвержены созависимости, нежели мужчины.

## Определение
Термин "созависимость" не имеет общепризнанного определения и диагностических критериев среди специалистов по психическому здоровью. Созависимость пока не включена в МКБ в качестве отдельного психического заболевания. Понятие созависимости имеет 3 возможных толкования:
1. Дидактический инструмент, который помогает людям осознать свои чувства и переключить внимание с зависимого человека на свои собственные дисфункциональные модели поведения[15][16][17].
2. Теоретическая модель, с помощью которой описывают и объясняют человеческое поведение[15][18].
3. Психологическая проблема, которая заключается в дисфункциональном поведении, имеющем определённые особенности и закономерности[15][19].

Доминирует последний подход (созависимость трактуется как психологическая проблема). Однако до сих пор нет консенсуса по поводу того, можно ли считать созависимость расстройством личности, и каковы критерии её диагностики:723:
- Ранней попыткой определить созависимость в качестве диагностируемого расстройства можно считать определение Сермака: «Созависимость — это определённый набор личностных характеристик, часто встречающийся у членов семей людей с химическими зависимостями. Этот набор личностных характеристик приводит к дисфункциональному поведению, которое полностью подпадает под определение смешанного расстройства личности в соответствии с критериями Диагностического и статистического руководства по психическим расстройствам»[20][21];
- Мелоди Битти настаивает на том, что «очевидным определением [созависимости] было бы следующее описание: быть зависимым от другого человека. Это определение близко к истине, однако слишком расплывчато». Битти уточняет: «Созависимый человек — это тот, кто позволяет другому человеку воздействовать на себя своим поведением, а также тот, кто стремится к контролю над поведением другого человека»[22][4].
- Автор другой книги по самопомощи Дарлин Лансер утверждает, что «созависимый — это человек, который не может действовать от своего врождённого «я» и вместо этого строит своё мышление и поведение вокруг химического вещества, процесса или другого человека (лиц)»."[23]. Лансер подчёркивает, что под её определение подпадают зависимые от любых видов химических веществ. Лансер считает, что основой созависимости является размытие личных границ.
- Организация анонимных созависимых «не предлагает определения или диагностических критериев созависимости»[24], но предлагает список «моделей и характеристик созависимости», которые могут быть использованы людьми для самодиагностики[25]. Организация описывает модели поведения, которые могут возникнуть при созависимости[26].
- Медицинские предметные рубрики, используемые Национальной медицинской библиотекой США, описывает созависимость как «модель отношений, в которой человек пытается обрести смысл жизни через отношения с другими»[27].

Как правило, в определениях созависимости подчёркивается зависимость чувств, мыслей и поведения созависимого человека от объекта созависимости, также стремление созависимого контролировать его. Созависимый человек не свободен в своих чувствах, мыслях и поведении. Его выбор, что чувствовать, как мыслить и каким образом действовать, следует из поведения другого человека и ожидаемых действий этого другого. Созависимый человек полностью поглощён непреодолимым желанием управлять поведением другого человека и совершенно не заботится об удовлетворении собственных жизненно важных потребностей. Созависимым людям свойственно желание спасать других, заботиться о них вместо себя, переходя разумные пределы и невзирая на желания этих людей. Созависимых людей не интересуют желания объектов своей созависимости: они считают, что лучше тех знают их нужды.

## Теории созависимости
В теориях, которые трактуют созависимость как психологическую проблему, созависимый партнёр часто описывается как придерживающийся такого поведения и восприятия, которые способствуют обострению проблем в отношениях, а не их решению. Часто предполагается, что созависимые люди выросли в неблагополучных семьях или в раннем возрасте столкнулись с зависимым поведением, в результате чего перенимают эти модели поведения и придерживаются их.

### Теория отношений
Для созависимых отношений характерны проблемы в привязанности и близости, контроле (включая чрезмерную заботу), нарушение личных границ, отрицание проблем, неблагополучные отношения, а также высокая вспыльчивость одного или обоих партнёров. Созависимые отношения могут возникать, когда один человек ведёт себя абьюзивно или контролирует другого, поддерживает или способствует развитию у другого человека аддикций любого вида, незрелости и детского поведения, низкой социальной ответственности, низкого успеха в общесте.
Согласно этой теории созависимости, созависимый человек стремится идти на крайние жертвы ради удовлетворения потребностей своего партнёра. Созависимые отношения означают нездоровую привязанность и эмоциональную зависимость, когда один человек теряет самодостаточность или автономию. Одна или обе стороны зависят от партнёра в плане удовлетворения потребностей. Настроение и эмоции созависимых часто определяются тем, как (по их мнению) их воспринимают другие люди (особенно близкие). Такое восприятие навязано самому себе и часто приводит к навязчивому, нуждающемуся поведению, которое может идти в разрез со здоровыми отношениями.

### Расстройства личности
Созависимость может возникать не только в контексте отношений с людьми, имеющими химические зависимости (включая алкоголизм и наркоманию), но и имеющими расстройства личности:
- Пограничное расстройство личности — близкие людей с пограничным расстройством личности склонны играть роль «спасателей», уделяя приоритетное внимание проблемам в жизни человека с пограничным расстройством личности, а не проблемам в их собственной жизни. При этом созависимый человек обретает чувство собственной значимости, когда играет роль «ответственного» или «нормального»[32].
- Нарциссическое расстройство личности — нарциссы имеют способность заставлять других людей перенимать их видение жизни и жить в соответствии с ним[33]. Для этого нарциссы ищут и привлекают таких партнёров, которые будут ставить их потребности выше своих собственных[33]. Созависимый человек может играть для нарцисса роль покорного и внимательного слушателя[34]. В этом случае отношения являются двусторонне созависимыми — нарцисс имеет острую потребность чувствовать себя важным и особенным, которую удовлетворяет его созависимый партнёр, а созависимый партнёр испытывает потребность помочь нарциссу почувствовать это.
- Зависимое расстройство личности может обуславливать созависимое поведение[15]. Люди с зависимым расстройством личности отличаются повышенным ощущением беспомощности, некомпетентности и нежизнеспособности без поддержки других людей, потребность в которой ощущается большую часть времени. Как следствие, такие люди склонны искать "спасателей", чтобы переложить на них ответственность за принятие решений, либо за их счёт обеспечить себе удовлетворение каких-либо потребностей. Это является почвой для развития созависимости.

При этом следует отличать созависимость от зависимого расстройства личности и других типов расстройств личности, где присутствует зависимое поведение. Созависимость — это не просто сильная патологическая зависимость от другого человека, болезненная связь с другим человеком или токсичная привязанность. Доктор психологии Джеймс П. Морган в своей статье для научного журнала Journal of Clinical Psychology называет 4 ключевых характерных отличительных черты созависимости:
- Для созависимости характерно размытие личных границ. Самооценка созависимых людей основывается на успехах/неудачах их партнёра. Партнёр становится для созависимого человека «барометром», определяющим его чувства и поведение. Если партнёр чувствует себя несчастным, созависимый человек чувствует себя ответственным за то, чтобы сделать его счастливым. Если партнёр подвержен саморазрушительному поведению, созависимый человек чувствует себя ответственным за то, чтобы остановить партнёра. Подобное не специфично для других форм зависимого поведения, поскольку они не обязательно предполагают размытие личных границ.
- Для созависимости характерно отрицание. Подсознательно, созависимый человек либо закрывает глаза на саморазрушительное поведение другого человека, либо рационализирует свои собственные неудачи в попытках заставить своего партнёра остановиться. В этом смысле отрицание созависимого человека работает по тем же принципам, что и отрицание людей с химическими зависимостями. Отличием является то, что человек с химической зависимостью отрицает собственное саморазрушительное поведение.
- Для созависимости характерно отражение. Развитие механизмов психологической защиты является результатом психологического взросления: в период пубертата детское магическое мышление вытесняется подростковыми механизмами (отрицанием, проекцией и рационализацией), что позволяет во взрослом возрасте перейти к зрелым механизмам психологической защиты (альтруизму и сублимации)[36]. Как правило, психологическая защита людей с саморазрушительным поведением застревает на подростковой стадии. Психологически здоровые люди почувствуют себя задетыми, когда столкнутся с незрелыми механизмами психологической защиты. Но не созависимый человек. Созависимый человек примет проекции, разовьёт рационализации и укрепит отрицание. Другими словами, созависимый человек укрепит саморазрушительное поведение своего партнёра путём отражения незрелых механизмов психологической защиты[6].
- Для созависимости характерно нарушение контроля. Созависимый человек своим поведением старается контролировать своего партнёра (в т.ч. путём чрезмерной опеки), влиять на его поведение и настроение. Когда созависимый человек не получает необходимого ему результата, он либо усиливает контроль, либо чувствует фрустрацию.

### Семейная психология
Если в здоровой семье родители в процессе воспитания прислушиваются к потребностям и чувствам ребёнка, то в неблагополучной семье происходит наоборот: ребёнок учится приспосабливаться к потребностям и чувствам родителей, что порождает созависимость, поскольку удовлетворение потребностей родителей происходит за счёт игнорирования чувств и потребностей ребёнка. С другой стороны, воспитание ребёнка требует определённого самопожертвования и первоочередного внимания потребностям ребёнка, что также создаёт почву для развития созависимости и у родителей. Родитель, который здоровым образом заботится о своих собственных потребностях (эмоциональных и физических), с большей вероятностью будет хорошим опекуном, чем созависимый родитель (который может даже навредить ребёнку). Необходимо помнить, что потребности младенца являются острыми, но временными, в то время как потребности родителей являются постоянными. Созависимые отношения между родителями и детьми часто проявляются через разрешающее поведение. Дети тех родителей, которые игнорируют или отрицают свои собственные чувства и потребности, могут сами стать созависимыми. Эмпирические исследования показывают, что есть связь между развитием созависимости и:
- авторитарным стилем воспитания, которого придерживаются родители в семье[38];
- насилием (физическим, эмоциональным или сексуальным) в детском возрасте[39];
- наличием в семье химических зависимостей[13].

### Модель Карпмана

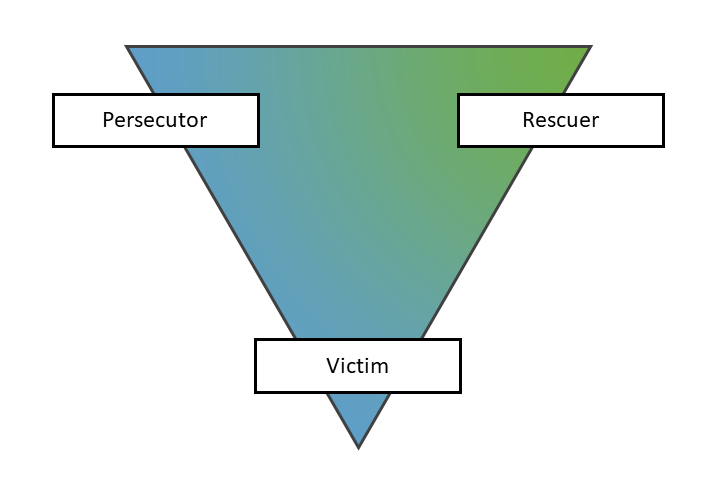
"Драматический треугольник" Стивена Карпмана

С точки зрения трансакционного анализа созависимые отношения можно хорошо описать через «треугольник Карпмана». Модель Карпмана предполагает, что созависимые партнёры играют по отношению друг к другу несколько ролей, которые время от времени меняют:
- «Жертва» — это человек, который чувствует себя дисфункциональным и неспособным к самостоятельности ввиду саморазрушительного поведения (химические зависимости, расстройства личности, психологические проблемы и т.д.). «Жертва» убеждает себя и других в том, что она ничего не может сделать со сложившейся ситуацией и все усилия тщетны. «Жертва» чувствует себя преследуемой, угнетённой, беспомощной, безнадёжной, бессильной, пристыженной и неспособной принимать решения, решать проблемы, получать удовольствие от жизни или понимать происходящее. Кратко позицию и поведение «Жертвы» можно описать следующим образом: «Бедный я!». «Жертва» ищет «Спасателя» (одного или нескольких), чтобы передать ему ответственность за принятие решений и обеспечить себе удовлетворение каких-либо потребностей, однако хочет быть с «Преследователем». Важно понимать, что «Жертва» — это поведенческая модель, а человек, играющий роль «Жертвы», может не являться жертвой в действительности, но воспринимает себя таким образом.
- «Спасатель» — это человек, который пытается спасти «Жертву». Играя роль помощника, «Спасатель» чувствует себя виноватым, если не приходит на помощь «Жертве», а в конечном итоге злится (и становится «Преследователем»), поскольку его помощь не приводит к изменениям. Как правило, с помощью «спасательства» он удовлетворяет свои потребности в любви и уважении, либо пытается установить контроль над созависимым партнёром, либо перемещает фокус с собственных проблем на проблемы «Жертвы», в результате чего заглушает свою тревогу и игнорирует свои проблемы. «Спасательство» несёт негативные последствия для «Жертвы»: оно делает «Жертву» зависимой, не позволяет «Жертве» потерпеть собственную неудачу и испытать на себе последствия собственного выбора — в результате «Жертва» становится всё менее и менее способной жить в реальном мире без помощи «Спасателя».
- «Преследователем» становится «Жертва» или «Спасатель», потребности которых не были удовлетворены. «Преследователь» испытывает злость и гнев. Он жесток, предъявляет обвинения, контролирует, может становиться жёстким и авторитарным. Кратко позицию и поведение «Преследователя» можно описать следующим образом: «Это твоя вина!». Происходит краткосрочная смена ролей: «Спасатель», подвергшийся гневу «Жертвы», сам начинает играть роль «Жертвы». А «Жертва», подвергшаяся гневу «Спасателя», начинает играть роль «Спасателя». Происходит необходимая эмоциональная разрядка, и игра «Жертвы» и «Спасателя» переходит на новый круг.

Как правило, игру запускает «Жертва», ища себе «Спасателя», а «Спасатель» лишь вовлекается в игру. Поскольку роли «Жертвы» и «Спасателя» не являются статичными (меняются время от времени), возможны разные сценарии развития игры. Все участники игры извлекают из игры выгоды, и, чтобы разрушить треугольник, необходимо понять, как лишить игроков их вознаграждения.
Наименее очевидными в этой игре являются мотивы «Спасателя» („Зачем ему всё это?“). С точки зрения модели, «Спасатель» имеет скрытые либо смешанные мотивы и каким-либо образом извлекает личную выгоду от того, что играет роль верного помощника. Поверхностный мотив «Спасателя» состоит в том, чтобы решить проблему «Жертвы» и, кажется, он прилагает большие усилия для её решения. Но «Спасатель» при этом заинтересован этого не достигать (полностью), либо достигать выгодным для себя способом. Например, чтобы оставлять «Жертву» привязанной к себе, продолжать удовлетворять свои потребности в любви и доверии, иметь возможность повышать свою самооценку и поддерживать уважение в обществе. Таким образом, «Спасатель» заинтересован поддерживать иллюзию помощи «Жертве», но его глубинные мотивы состоят в том, чтобы играть на «Жертве» и продолжать извлекать из игры личные выгоды.
Треугольник Карпмана является устойчивой структурой, поскольку:
- Каждый участник игры на самом деле  имеет корыстные мотивы (см. выше), а не ведёт себя альтруистично или ответственно. В результате, каждый участник удовлетворяет свои глубинные потребности и, таким образом, получает удовольствие от игры (несмотря на то, что выбранный способ является нездоровым);
- Каждый участник в основном играет «любимую» роль и таким образом сохраняет привычный для него и удобный ему образ жизни;
- Созависимые люди уверены в том, что несут «тяжкий крест», что наполняет их жизнь смыслом.

Данная модель поведения привычна для созависимых людей и чаще всего взята ими из детства.

## Лечение и прогноз
Поскольку на данный момент отсутствует консенсус касаемо определения созависимости и её клинической диагностики, специалисты в области психического здоровья придерживаются различных мнений о диагностике и лечении созависимости. Важно помнить следующее:
- Человек, ухаживающий за лицом с химической зависимостью, не несёт ответственности за лечение самой патологии. От того, кто осуществляет уход, может требоваться только навык ассертивного поведения и способность делегировать ответственность за зависимость другому человеку[45][46]. Развить эти навыки может помочь практикующий психотерапевт.
- Для людей, которые борются с созависимостью, существует несколько возможных вариантов лечения:
  - Можно выбрать когнитивно-поведенческую психотерапию (иногда в сочетании с лекарственной терапией для купирования сопутствующей депрессии).
  - Существуют сообщества поддержки созависимых, такие как Анонимные Созависимые (CoDA) и Взрослые Дети Алкоголиков (ACoA), которые основаны на 12-ступенчатой программе Анонимных Алкоголиков[47].
  - На тему созависимости написано множество руководств по самопомощи.
- Зачастую люди, которые лечатся от созависимости, переходят от чрезмерной пассивности и уступчивости, которым придерживались в созависимых отношениях, к другой крайности: чрезмерной агрессии или чрезмерному эгоизму. Практикующие психотерапевты могут помочь клиенту найти нужный баланс с помощью развития навыков ассертивного поведения, которое позволяет быть заботливым человеком и осуществлять здоровый уход, при этом сводя к минимуму эгоизм, буллинг и конфликтность[45][46].
- Выйти из позиции «жертвы» может помочь развитие способности прощать и отпускать (за исключением случаев серьёзного насилия). При этом готовность созависимого партнёра в позиции "жертвы" продолжать терпеть созависимость указывает на негативный прогноз в лечении[45].

Непроработанная психологическая проблема созависимости ведёт к обострению саморазрушительного или самоповреждающего поведения, в том числе аддикций любого вида (например, алкоголизм, наркомания или сексуальная зависимость), расстройств пищевого поведения, психосоматических заболеваний. Люди с созависимостью с большей вероятностью становятся мишенью людей с пограничным расстройством личности или нарциссическим расстройством личности, с большей вероятностью остаются на стрессовой работе или стрессовых отношениях, с меньшей вероятностью обращаются за медицинской помощью, когда это необходимо, а также с меньшей вероятностью получают продвижение по службе. Созависимые люди имеют тенденцию зарабатывать меньше денег, чем те, у кого нет созависимости. У некоторых людей социальная незащищённость, вызванная созависимостью, может прогрессировать как в застенчивость, так и в полноценные психические расстройства, такие как тревожное расстройство личности, социофобия, паническое расстройство, посттравматическое стрессовое расстройство или клиническая депрессия .

## Критика
Поскольку созависимость не является диагностируемым расстройством личности, отсутствует общепризнанное определение созависимости и нет доказательств того, что созависимость вызвана патологическим процессом, этот термин легко применим ко многим видам дисфункционального поведения. Поэтому им злоупотребляют авторы пособий по самопомощи и сообщества поддержки. Клинический психолог и практикующий психотерапевт Кристи Пикевич в статье для журнала Psychology Today утверждает, что термин «созависимость» используется слишком часто и превращается в клише: психотерапевт может ограничиться определением пациента как созависимого вместо того, чтобы помогать ему прорабатывать его психологические травмы и их связь с нынешними отношениями.